# Stazione di Vezzano Ligure
Stazione di Vezzano Ligure vasútállomás Olaszországban, Vezzano Ligure településen.

## Vasútvonalak
Az állomást az alábbi vasútvonalak érintik:
- Pisa–La Spezia–Genova-vasútvonal

## Kapcsolódó állomások
A vasútállomáshoz az alábbi állomások vannak a legközelebb:
- Stazione di Arcola
- Stazione di Santo Stefano di Magra (Stazione di Parma, Parma–La Spezia-vasútvonal)
- Stazione di Cà di Boschetti (Stazione di La Spezia Centrale, Parma–La Spezia-vasútvonal)